# Demižon

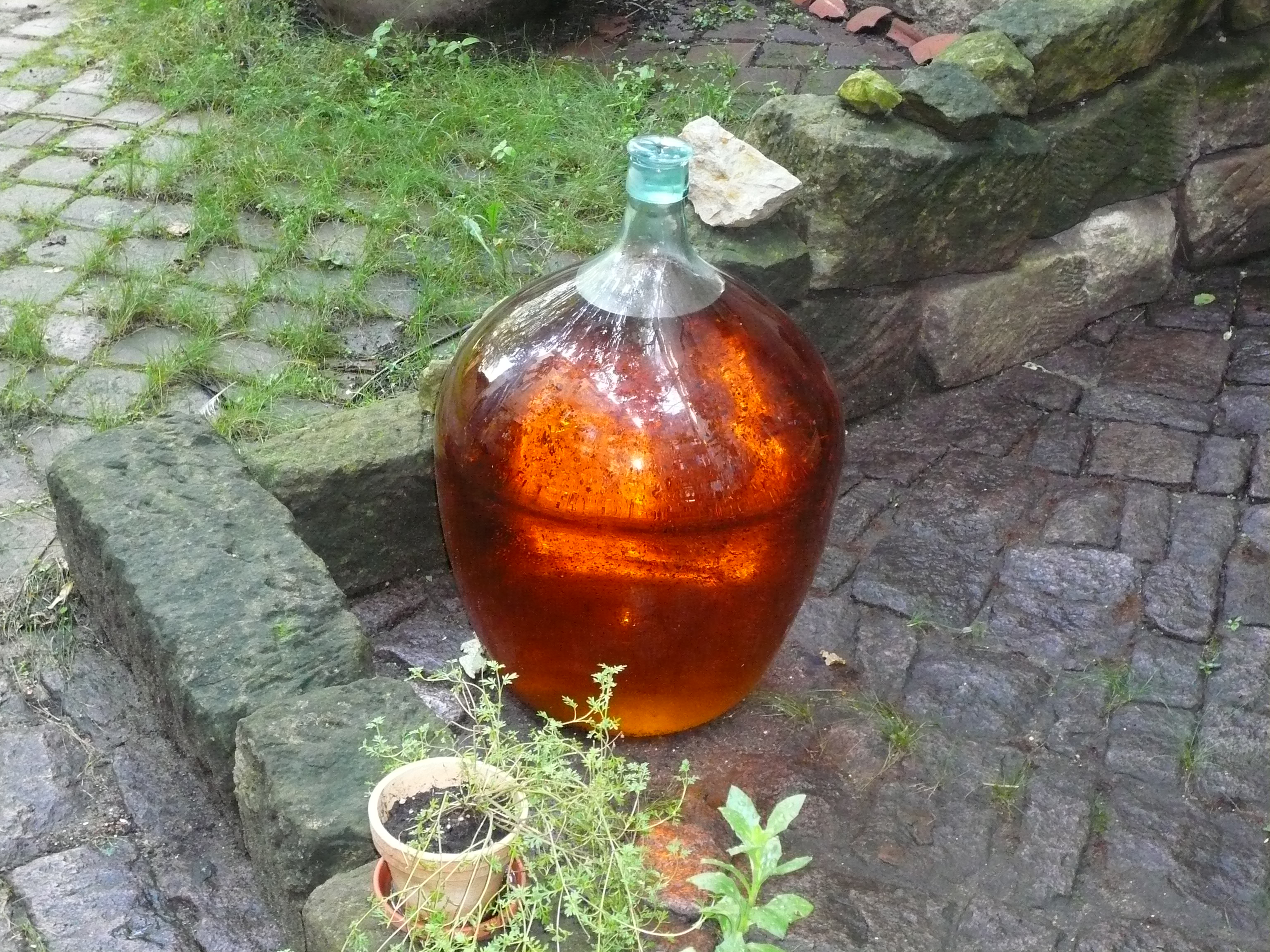
Plný demižon

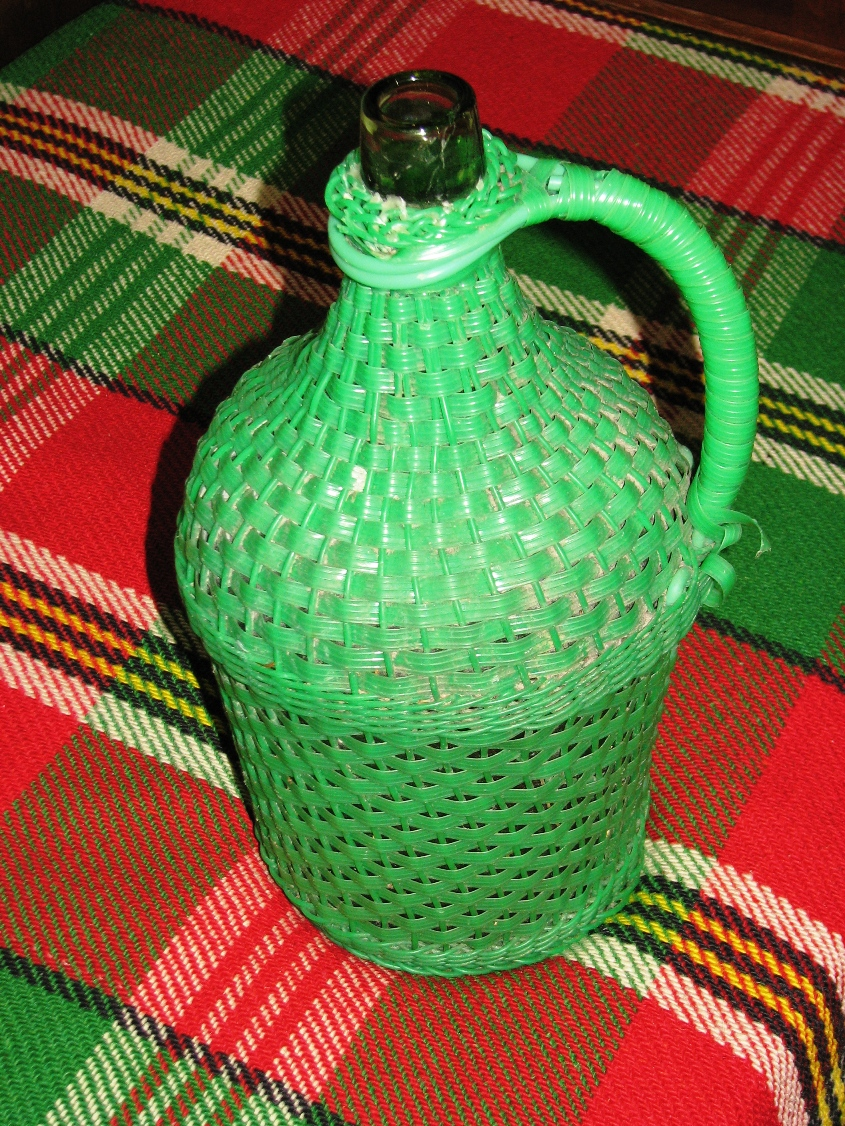
Opletený demižon s uchem

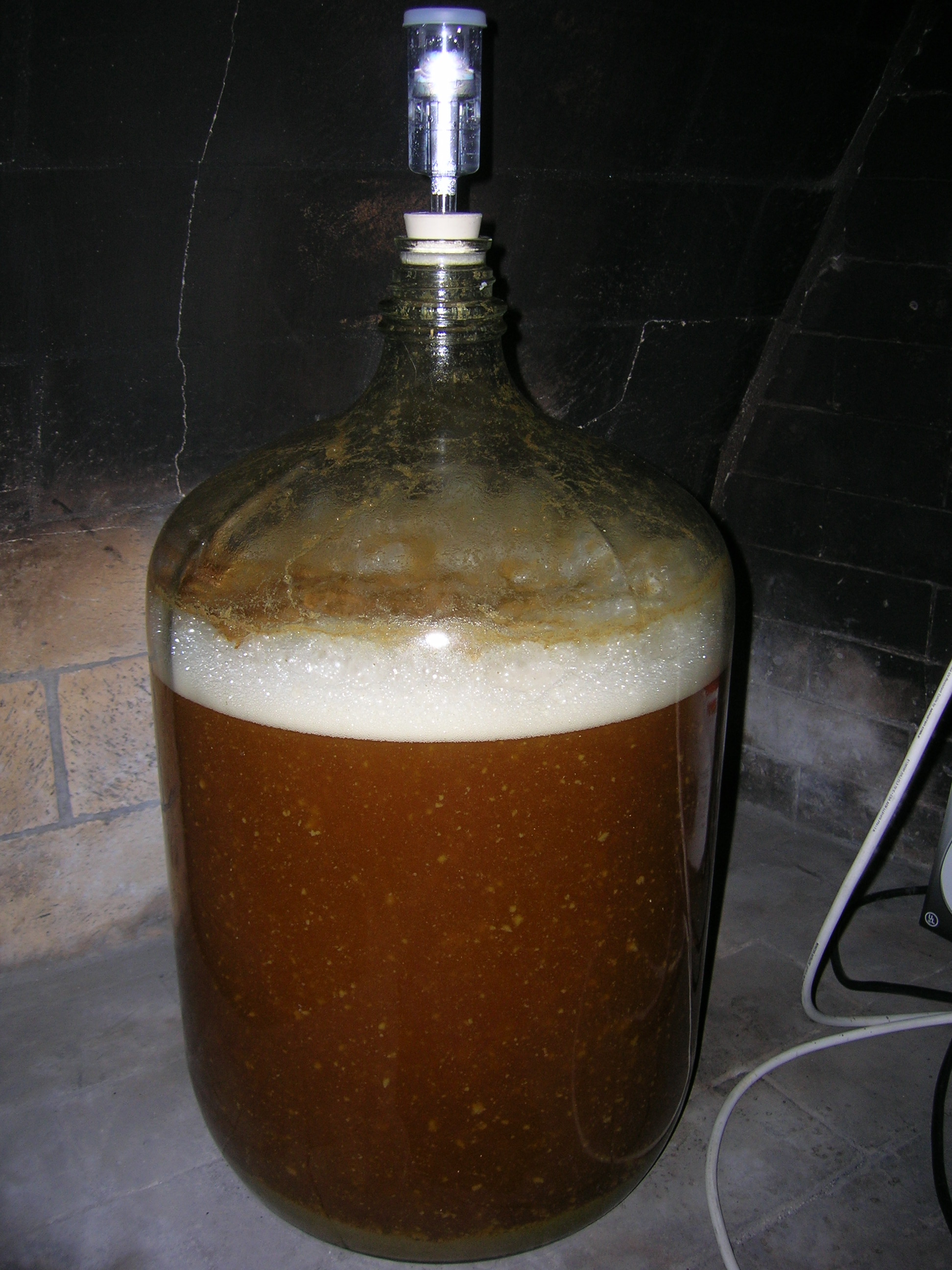
Demižon o obsahu 24,7 l používaný při domácí výrobě piva

Demižon (z francouzského dame-jeanne) je velká skleněná nádoba, která se používá k uskladňování a převozu tekutin (vody, vína, slivovice, kyselin, moštů, piva atd).
V obecném smyslu může slovo demižon označovat každou velkou skleněnou nádobu, která má baňatý tvar a úzké hrdlo. Často bývá z důvodu ochrany a pohodlnější manipulace opletený bužírkou nebo proutím. Součástí opletení může být i ucho či dvě pro lepší držení.
V domácnostech bývá obvykle používán pro kvašení vína nebo piva. Obsah demižonu se pohybuje od jednoho až do 50 litrů.
Při kvašení se demižon utěsní kvasnou zátkou.
Název je odvozován z francouzského „damme Jeanne“ (paní Jana) na základě legendy, kdy se královna Johana I. Neapolská zastavila na nocleh u skláře nedaleko Draguignanu, který na její počest vyfoukl nádobu nebývalé velikosti a tvaru. Podle jiné verze je pojmenován podle perského města Dámghán, proslulého výrobou kvalitního skla.